# Ithomia anaphissa
Ithomia anaphissa är en fjärilsart som beskrevs av Herrich-Schäffer 1864. Ithomia anaphissa ingår i släktet Ithomia och familjen praktfjärilar. Inga underarter finns listade i Catalogue of Life.